# Pouteria whitmorei
Pouteria whitmorei är en tvåhjärtbladig växtart som beskrevs av Willem Willen Vink. Pouteria whitmorei ingår i släktet Pouteria och familjen Sapotaceae. Inga underarter finns listade i Catalogue of Life.